# 和平区 (瀋陽市)
和平区（わへい-く）は中華人民共和国遼寧省瀋陽市に位置する市轄区。

## 行政区画
10街道弁事処を管轄する。
- 街道弁事所：南市場街道、渾河湾街道、新華街道、馬路湾街道、南湖街道、長白街道、太原街街道、北市場街道、瀋水湾街道、渾河站西街道

## 交通

### 鉄道
- 中国国家鉄路集団
  - 瀋陽駅
- 瀋陽地下鉄
  - 1号線
  - 2号線
  - 4号線
  - 9号線

### 道路
- 国道
  -  G101国道

## 観光
- 五里河公園
- 太平寺
- 実勝寺